# Ischnogyne
Ischnogyne is een monotypisch geslacht van orchideeën uit de onderfamilie Epidendroideae.
Ischnogyne mandarinorum is een kleine, terrestrische plant die endemisch is voor China.

## Naamgeving en etymologie
De botanische naam Ischnogyne is een samenstelling van Oudgrieks ἰσχνός, ischnos (zwak) en γυνή, gunē (vrouw), naar het tengere gynostemium.

## Taxonomie
Het geslacht is monotypisch (omvat slechts één soort):
- Ischnogyne mandarinorum (Rchb.f.) Schltr. (1913)